# Elymus alopex
Elymus alopex — вид трав'янистих рослин родини тонконогові (Poaceae). E. alopex раніше розглядали у межах Elymus caninus, але відповідно до Salomon (2005)

## Поширення
Ісландія. Основним місцем проживання є рідні березові ліси, де вид зростає у вигляді підліску в лісах і в захищених галявинах. За межами лісу, також розкидано росте в пустках, як правило, де переважають Betula nana перемішана з Salix phylicifolia й Salix lanata.

## Використання
Третинний дикий родич і потенційний донор генів для м'якої пшениці (Triticum aestivum), твердої пшениці (Triticum durum), а також ряду інших культурних пшениць.

## Загрози та охорона
Сильна вирубка лісів в минулі століття, ймовірно, знищила більшу частину довкілля виду, але він вижив у пустках Betula nana, які замінили попередні лісові масиви берези.